# Psychotria euaensis
Psychotria euaensis är en måreväxtart som beskrevs av Mitsuru Hotta. Psychotria euaensis ingår i släktet Psychotria och familjen måreväxter. Inga underarter finns listade i Catalogue of Life.